# مختار عالم
مختار عالم مفيض الرحمن محمد إسماعيل شقدار، خطاط سعودي بنغالي الأصل، من مواليد عام 1382هـ. خطاط كسوة الكعبة المشرفة و شيخ خطاطي مكة، ويعمل الآن خطاطا بمصنع كسوة الكعبة المشرفة.

## تعليمه
- حفظ القرآن الكريم عام 1398 هـ .
- بكالوريوس تربية فنية 1413هـ – كلية التربية – جامعة أم القرى – مكة المكرمة .
- ماجستير تربية فنية ( خط عربي ) 1422هـ ، جامعة أم القرى - مكة المكرمة .
- درس الخط على يد الأستاذ: محمد حسن أبو الخير، مدرّس الخط العربي بجامعة أم القرى ، قسم التربية الفنية (سابقا) وعضو لجنة تحكيم المسابقة الدولية للخط العربي بتركيا ( سابقا ) .
- درّس الخط العربي بجامعة أم القرى ، قسم التربية الفنية لمدة خمس سنوات من 1416 هـ .
- درّس في العديد من الدورات للخط العربي بجامعة أم القرى .
- درّس في الدورة الصيفية لتحسين الخط العربي بالحرم المكي التابعة للجمعية الخيرية لتحفيظ القرآن الكريم بمكة المكرمة لمدة 20 عاما ، منذ عام 1399 هـ .

## خبراته
- عمل مدرّسا لتحفيظ القرآن الكريم بالجمعية الخيرية لتحفيظ القرآن الكريم بمكة المكرمة لمدة 13 عاما .
- عمل مدرّسا بمعهد دار الأرقم بالحرم المكي التابع للجمعية الخيرية لتحفيظ القرآن الكريم بمكة المكرمة لمدة 3 سنوات .
- عمل مسؤولا للشهادات بالجمعية الخيرية لتحفيظ القرآن الكريم بمكة المكرمة لمدة سنتين .
- موجّه بالجمعية الخيرية لتحفيظ القرآن الكريم بمكة المكرمة .
- درّس الخط العربي بمركز صيفي بثانوية الحسين بن علي بمكة .
- درّس الخط العربي بالمركز الصيفي بثانوية الملك فهد بمكة عام 1420 هـ .
- درّس الخط العربي بالجمعية السعودية للثقافة والفنون بجدة في الفترة الصيفية لعام 141420 و 1421 و1422 و 1423 و 1424 و 1425هـ .
- شارك في تدريس دورة الخط العربي بجماعة الخط العربي السعودية بجدة لعام 1421 هـ و 1422هـ .

## العضويات
- عضو مؤسس لجماعة الخط العربي السعودية بجدة .
- عضو الجمعية العلمية السعودية للخط العربي بجامعة أم القرى .

## المشاركات
- شارك في أربعة معارض لقسم التربية الفنية بجامعة أم القرى .
- شارك في المعرض الثلاثي للخط العربي عام 1418 هـ ، المركز السعودي للفنون التشكيلية ، بجدة .
- شارك في معرض جماليات الخط العربي عام 1420 هـ ، بصالة العالمية ، بجدة .
- شارك في معرض الفن للإنسانية لصالح كسوفا عام 1420 هـ ، بجدة .
- شارك في معرض مدارس وألوان بصالة المركز السعودي للثقافة والفنون ، بجدة 19/ 2 / 1421 هـ .
- شارك في معرض الخط العربي بين الأصالة والتشكيل 1422هـ ، المركز السعودي للفنون التشكيلية ، بجدة .
- شارك في المسابقة السابعة على مستوى المملكة والتي كانت تحت شعار الخط للجميع ( بالرياض ) 25 / 1/ 1421 هـ وحاز فيها على المركز الأول .
- شارك في ملتقى الشارقة ( معرض خط عربي ) 1/1425هـ ، 3/2004م .
- شارك في المسابقة الدولية للخط العربي التي تقام في استانبول بتركيا ، والتي تعقد كل ثلاث سنوات :1409 ، 1413 ، 1417 ، 1421، 1424هـ .
- مثل نائب رئيس لجنة التحكيم في مسابقة الخط العربي التي أقامتها مدارس دار الأرقم بجدة على مستوى مدينة جدة منذ العام 1422هـ.
- مثل نائب رئيس لجنة التحكيم في مسابقة الخط العربي التي تقيمها جمعية الأيدي الحرفية الخيرية بمنطقة مكة المكرمة على مستوى منطقة مكة المكرمة، منذ العام 1435هـ .

## الجوائز
- فاز بجائزة في الخط الفارسي في المسابقة الدولية الثانية للخط العربي بتركيا 1409 هـ ( وكان هذا أول مشاركة له في المسابقة الدولية) .
- فاز بالجائزة الثانية في الخط الديواني وجائزة في خط الإجازة في المسابقة الدولية الثالثة للخط العربي بتركيا 1413 هـ .
- فاز بالجائزة الثالثة في خط الثلث الجلي وجائزة في خط الإجازة في المسابقة الدولية الرابعة للخط العربي بتركيا 1417 هـ .
- فاز بجائزة في خط الإجازة في المسابقة الدولية الخامسة للخط العربي بتركيا 1421 هـ .
- المركز الأول  في المسابقة السابعة على مستوى المملكة والتي كانت تحت شعار الخط للجميع (بالرياض) 25 / 01/ 1421 هـ .
- نال العديد من الدروع والميداليات في مناسبات مختلفة .
- له مقتنيات داخل المملكة العربية السعودية وخارجها .

## أعمال أخرى
- له كتابات في بعض مساجد مكة المكرمة وجدة .
- عمل خطاطا لشهادات الدبلوم والماجستير والدكتوراه بجامعة أم القرى لمدة سنتين من 1417هـ.
- مذكرة في خط الرقعة، منشورة في بعض المواقع الخطية، وتدرّس الآن بمعهد الحرم بالحرم المكي الشريف.